# NGC 5406
NGC 5406 est une vaste galaxie spirale barrée située dans la constellation des Chiens de chasse. Sa vitesse par rapport au fond diffus cosmologique est de 5 571 ± 13 km/s, ce qui correspond à une distance de Hubble de 82,2 ± 5,8 Mpc (∼268 millions d'al). NGC 5406 a été découverte par l'astronome germano-britannique William Herschel en 1787.
La classe de luminosité de NGC 5406 est II-III et elle présente une large raie HI. Selon la base de données Simbad, NGC 5406 est une galaxie LINER, c'est-à-dire une galaxie dont le noyau présente un spectre d'émission caractérisé par de larges raies d'atomes faiblement ionisés.
À ce jour, huit mesures non basées sur le décalage vers le rouge (redshift) donnent une distance de 47,388 ± 28,604 Mpc (∼155 millions d'al), ce qui est à l'extérieur des valeurs de la distance de Hubble. Notons que c'est avec la valeur moyenne des mesures indépendantes, lorsqu'elles existent, que la base de données NASA/IPAC calcule le diamètre d'une galaxie, ce qui est parfois erroné. Ici, quatre mesures de la distance sont dans les environs de 20 Mpc et les quatre autres dans les environs de 74 Mpc. Le résultat est donc incohérent et ne devrait pas être utilisé pour le calcul du diamètre.
Selon Abraham Mahtessian, NGC 5406 et NGC 5407 forment une paire de galaxies. 

## Supernova
La supernova SN 1977D a été découverte dans NGC 5406 le 18 mars 1977 par l'astronome hongrois Miklós Lovas. Le type de cette supernova n'a pas été déterminé.